# Motor W12
Motor W12 je dvanáctiválcový pístový motor, který používá W konfiguraci.
Motory W12 se třemi řadami čtyř válců používalo několik leteckých motorů od roku 1917 do třicátých let. Tento typ motoru byl také použit pro neúspěšný motor W12, který měl v roce 1990 soutěžit ve formuli jedna.
Přestože je v automobilech méně častý než motor V12, vyrábí benzínový motor W12 koncern Volkswagen od roku 2001. Tento motor W12 využívají také značky Audi, Bentley nebo Volkswagen.

## Letecké motory
Napier Lion byl W12 motor třířadé konstrukce (také nazývaný „široká šipka“ Design), vyráběný ve Spojeném království od roku 1917 do konce 1930. Měl kapacitu 24 litrů (1 465 cu in) a měl výkon 336–671 kW (450–900 k). Byl použit ve vojenských a závodních letadlech, ale také v závodních automobilech (například Napier-Railton a Napier-Campbell Blue Bird) a závodních lodích (například Miss Britain III).
Ve 20. letech 20. století byl letecký motor Farman 12We vyráběn ve Francii. Model 12We měl výkon 500 koní (373 kW) a ve 20. letech byl jedním z nejprodávanějších motorů společnosti.
Lorraine-Dietrich 12E je další letecký motor W12, který byl vyráběn ve Francii v letech 1920 a6 1930.

## Motorové závodní motory
Life Racing Engines F35 Formula One engine: Pro sezónu 1990 Formule 1 italský tým Life Racing Engines postavil tříválcový motor W12 se zdvihovým objemem 3,5 l (214 cu in). Life Racing Engine F35 používal centrální hlavní spojovací tyč, s pomocnou tyčí umístěnou na každé straně hlavní tyče, spíše než přímo na klikový čep. To znamenalo, že mezi válci nedocházelo k žádnému odsazení, což zmenšovalo délku klikových čepů.  Motor byl používán v 1. až 12. kole sezóny 1990, byl však nespolehlivý a postrádal sílu a vůz se nepředkvalifikoval na žádné závody. Motor W12 byl po 12. kole nahrazen motorem V8 jiného výrobce. 

## Silniční automobilové motory
48v motor Volkswagen 6.0 WR12 2004-2011: Jediným sériově vyráběným motorem W12 je Volkswagen 6.0 WR12 48v čtyřřadové konstrukce, který byl uvedena na trh v roce 2001. Tento motor byl použit v několika modelech značek Audi, Bentley a Volkswagen a v roce 2003 byla uvedena verze s přeplňováním.
Motor je konstruován spojením dvou úzkoúhlých 15° motorů VR6 pod úhlem 72 °. Úzký úhel každé sady válců umožňuje pohánět každou dvojici řad pouhými dvěma vačkovými hřídeli nad hlavou, takže motor W12 má stejný počet vačkových hřídelů jako motor V12. Motor W12 má pro 12válcový motor velmi kompaktní konstrukci, přičemž celková velikost motoru 6,0 l (366 cu in) je menší než současný motor V8 o objemu 4,2 l (256 cu in) společnosti Volkswagen. 
První aplikací modelu Volkwagen W12 byl Volkswagen Nardò W12 Coupé z roku 2001, koncepční vůz se středním motorem, který v roce 2001 vytvořil 24hodinový světový vytrvalostní rekord se vzdáleností 7 085,7 kilometrů a průměrnou rychlostí 295 km/h (183 mph). Prvním sériovým automobilem, který používal motor W12, byl Audi A8 (4D) z roku 2001. Dalšími vozy používajícími motor W12 jsou Bentley Continental GT od roku 2003, od roku 2005 Bentley Continental Flying Spur,  Bentley Bentayga od 2015, 2004–2011 Volkswagen Phaeton W12  a 2005–2010 Volkswagen Touareg W12. Motor byl také použit v maloobjemových sportovních vozech 2006 Spyker C12 La Turbie a 2008 Spyker C12 Zagato.